# Hendrikje Klein

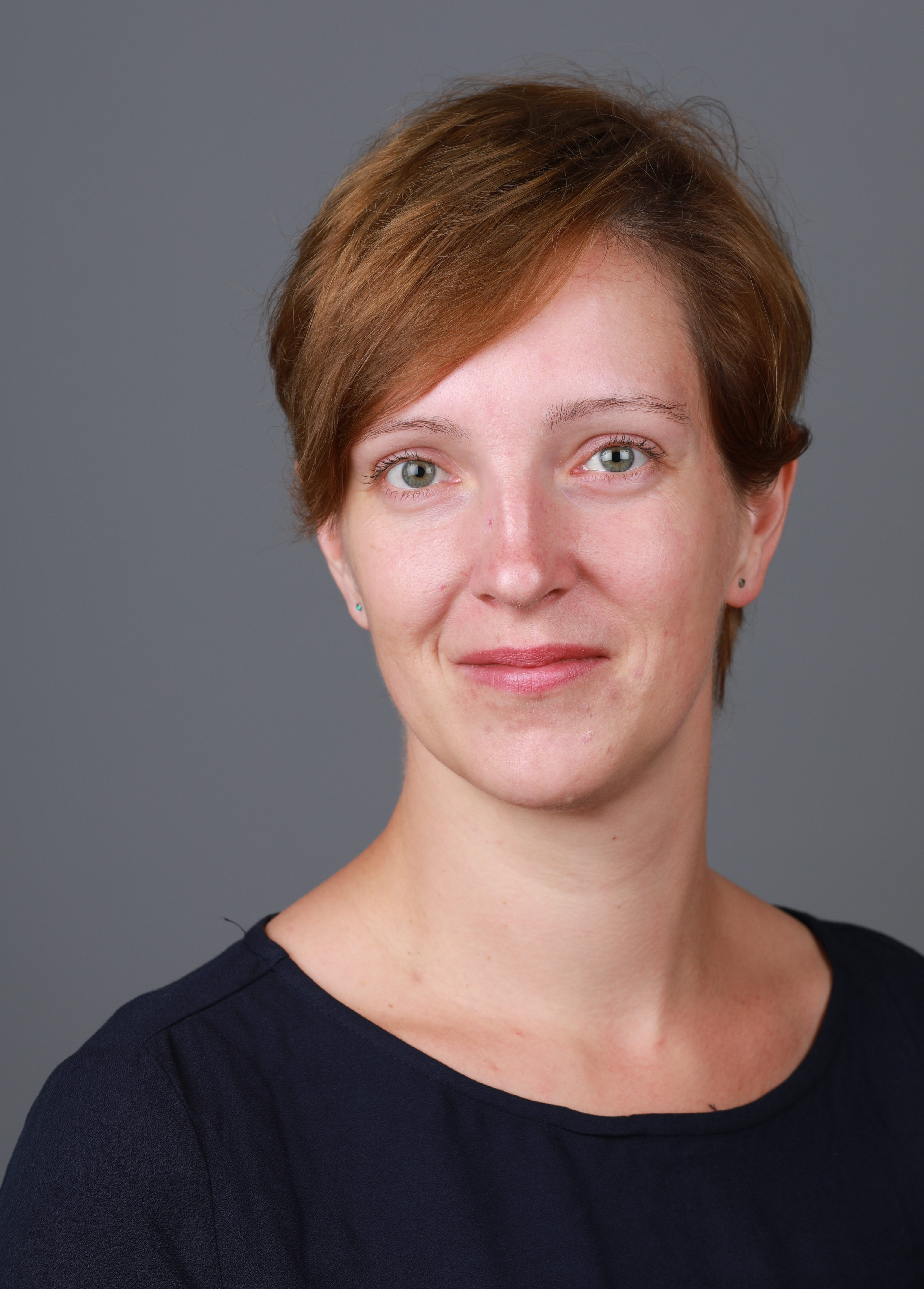
Hendrikje Klein (2017)

Hendrikje Klein (* 14. Dezember 1979 in Berlin) ist Abgeordnete im Abgeordnetenhaus von Berlin (Die Linke).
Hendrikje Klein wuchs in Berlin auf, studierte nach dem Abitur 1999 von 1999 bis 2002 Verwaltungswissenschaften an der Fachhochschule für Verwaltung und Rechtspflege. 2002/2003 war sie Mitarbeiterin der Bundestagsabgeordneten Gesine Lötzsch. Von 2008 bis zur mandatsbedingten Beurlaubung 2016 arbeitete Klein bei der Landesverwaltung (Finanzministerium) des Landes Brandenburg.
Klein gehörte von 2001 bis 2016 der Bezirksverordnetenversammlung Lichtenberg an. Sie wurde bei den Wahlen zum Abgeordnetenhaus von Berlin 2016 und 2021 jeweils im Wahlkreis Lichtenberg 5 direkt in das Abgeordnetenhaus gewählt. Auch bei der Wiederholungswahl 2023 konnte sie ihren Sitz im Abgeordnetenhaus verteidigen. Dort war sie zunächst stellvertretende Vorsitzende ihrer Fraktion sowie Sprecherin für Bürgerbeteiligung und Engagement. Klein ist Mitglied des Hauptschusses, des Ausschusses für Bürgerliches Engagement und Partizipation sowie in den Unterausschüssen Personal und Verwaltung sowie Produkthaushalt und Personalwirtschaft, Vermögensverwaltung sowie Vorsitzende des Unterausschusses Bezirke.